# 酣古斋琴谱
《酣古斋琴谱》，古琴谱。清代乾隆五十年裴奉儉精抄。

## 琴谱介绍
谱分五卷，卷一琴論有裴氏自序，例言、传统琴論等，卷二录五音七曲。卷三录有詞七曲，卷四录八大曲各一段。卷五录右手指法四十七则，左手指法五十六则，调弦入弄，泛音调弄，琴谈二十四则，琴诗四十二首。